# Измайловка (Северо-Казахстанская область)
Измайловка (каз. Измайловка) — село в Кызылжарском районе Северо-Казахстанской области Казахстана. Входит в состав Петерфельдского сельского округа. Код КАТО — 595057400.

## Население
В 1999 году население села составляло 40 человек (22 мужчины и 18 женщин). По данным переписи 2009 года, в селе проживало 41 человек (23 мужчины и 18 женщин).